# Dark Adventure
Dark Adventure (魔獣の王国?, Majū no ōkoku) è un videogioco arcade del 1987 pubblicato da Konami, distribuito anche con il titolo Devil World.

## Modalità di gioco
Dark Adventure è un videogioco d'azione in stile Gauntlet in cui è possibile controllare fino a tre personaggi in modalità multigiocatore (due in Devil World).